# 邱维达
邱維達（1904年4月16日—1998年3月29日），原名邱青白，湖南平江人。曾毕业于黃埔軍校，后参与广州起义。抗日战争时加入国民革命军第七十四军。1949年1月9日向解放军投降。文革后任江苏省政协常委。